# Place de la Cathédrale (Strasbourg)
Pour les articles homonymes, voir Place de la Cathédrale.
La place de la Cathédrale de Strasbourg (en allemand Münsterplatz, en dialecte alsacien Müensterplatz) est une des principales places de la ville.
Elle se situe aux alentours de la Cathédrale Notre-Dame.

## Bâtiments remarquables
Sur cette ancienne place se trouvent plusieurs bâtiments remarquables.

### La pharmacie
Au no 10, l’ancienne Pharmacie du Cerf, de style renaissance était la plus ancienne pharmacie de France qui abrite maintenant la Boutique culture de la ville. Elle possède de très belles arcades sculptées de branchages et de reptiles. Au coin, le Büchmesser, une colonne de grès servait à mesurer l’embonpoint des notables de la ville qui devait passer entre celle-ci et la maison.

### La Maison Kammerzell

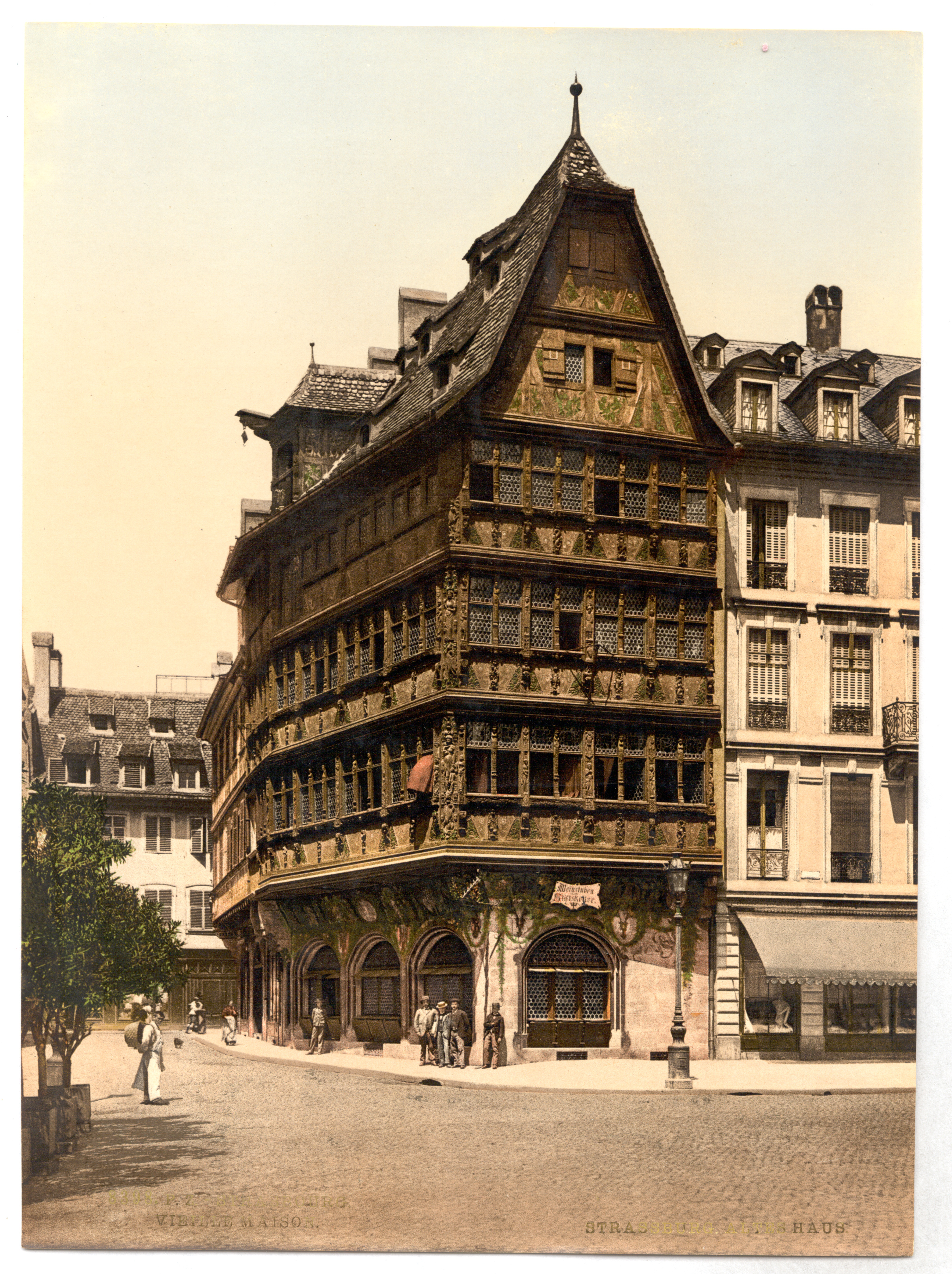
Maison Kammerzell. Photographie (1890-1900).

Au no 16 se situe l’une des maisons les plus célèbres de Strasbourg, la maison Kammerzell, construite en 1571 dans le style Renaissance. Le rez-de-chaussée est en pierre et les étages supérieurs en bois sculptés avec des fenêtres en cul de bouteille. Les sculptures des poutres représentent des scènes sacrées et profanes. Sur le pignon, on voit encore la poulie qui servait à faire monter les réserves au grenier.

## Œuvres d'art

### Le caveau du Futur

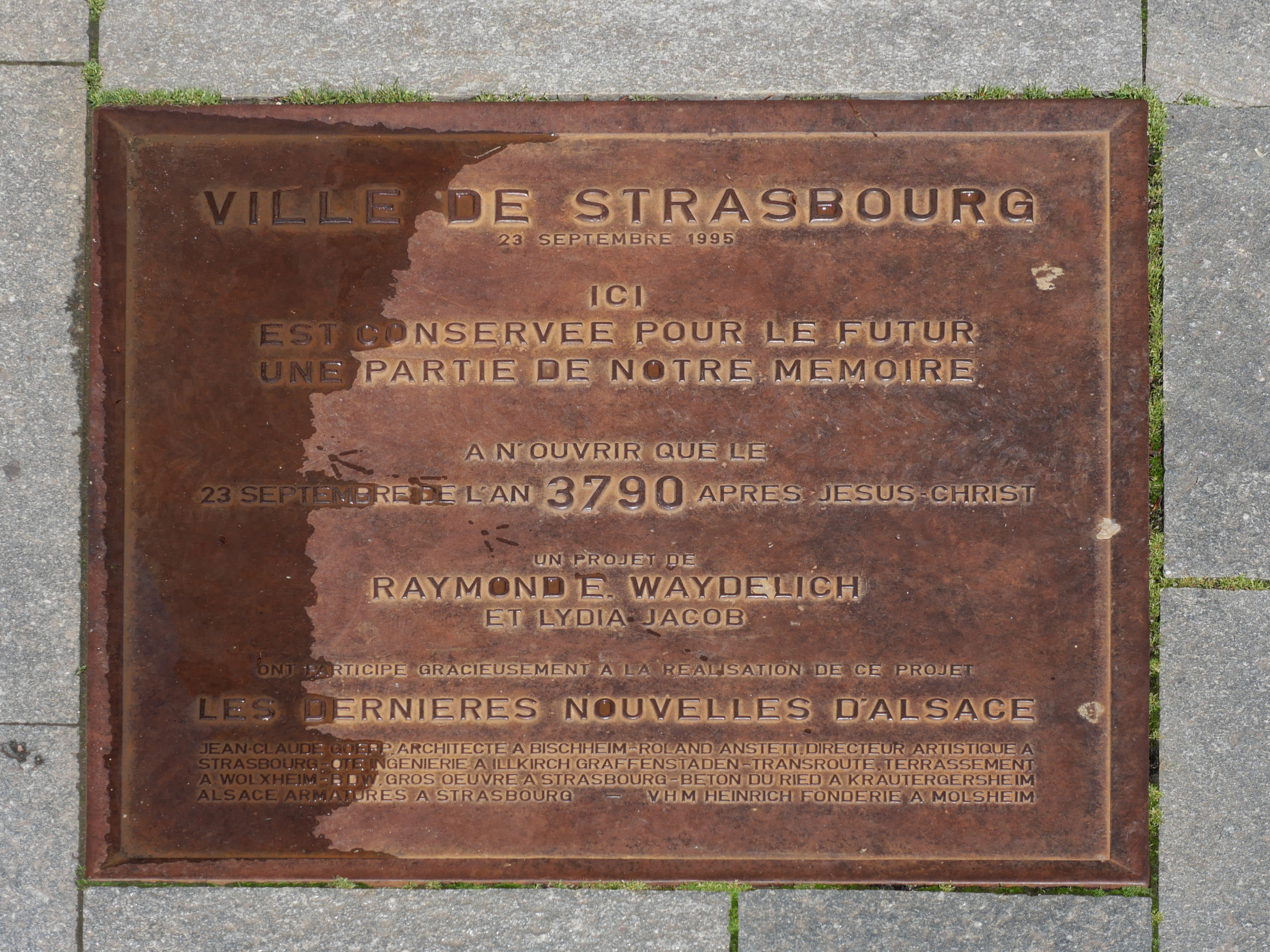
La plaque indiquant la localisation du caveau.

En 1995, quelques objets de l'époque ont été enterrés sous la place en face du palais Rohan. Il s'agit d'une capsule temporelle créée par Raymond Waydelich et Lidia Jacob destinée à être ouverte le 23 septembre 3790. Une plaque au sol indique sa présence.

## Légende
La Place de la Cathédrale est réputée pour être particulièrement venteuse. Certaines légendes racontent que lors de la construction de la Cathédrale, par une sombre nuit, le Diable chevauchant le vent fut intrigué par ce bâtiment. Il s’arrêta pour visiter et demanda à son cheval, le vent, de l’attendre.
Le Diable, ébloui par sa visite, se laissa surprendre par la messe du matin et se retrouva enfermé dans un pilier. Le vent continue à tourner autour de la Cathédrale en l’attendant.